# Leptolaimoides clavicaudatus
Leptolaimoides clavicaudatus is een rondwormensoort uit de familie van de Leptolaimidae. De wetenschappelijke naam van de soort is voor het eerst geldig gepubliceerd in 2009 door Lai-Phu, Blome, Vu Than & Saint-Paul.